# Петар Шкондрић
Петар Шкондрић (Будељ Горњи, код Кључа, 17. март 1913 — Липник, код Санског Моста, 2. октобар 1941) био је учесник Народноослободилачке борбе и народни херој Југославије.
Након завршене основне школе, још као дечак, радио је на пословима везаним за експлоатацију дрвне грађе на Грмечу. Потом је 1931. уписао Подофицирску школу у Београду, након чега је службовао у Југословенској војсци. Године 1933. прешао је Југословенско краљевско ратно ваздухопловство и службовао у Земуну, Загребу и Мостару. У чин наредника унапређен је 1938. године. У Априлском рату 1941. као члан посаде бомбардера 81. самосталне групе учествовао је у нападима на италијанске снаге у Црној Гори. Након заробљавања, успео је да побегне и врати се у родно место.
На вест о припреми устанка у Босанској крајини, јула 1941. организовао је у свом селу групу бораца, са којим је првих дана устанка изводио акције против усташко-домобранских снага. Након окупљања више устаничких група, половином августа 1941. формирао је Јелашиновачки герилски одред и био његов први командант. Након формирања, одред је извео неколико успешних акција, које су имале великог утицаја, како на становништво овог краја, тако и на непријатеља. На друму Босански Петровац—Кључ, код села Јањила, крајем августа је поставио заседу, која је напала домобранску моторизовану колону и нанела јој велике губитке.
Почетком септембра 1941. његов одред реорганизован је у Јелашиновачки партизански одред, настављајући да врши герилске акције и диверзије на железничкој прузи. Приликом напада на усташко упориште у Будимлић Јапри, код Санског Моста, 30. септембра 1941. тешко је рањен у стомак, услед чега је убрзо преминуо.
За народног хероја проглашен је међу првим партизанским борцима 26. јула 1945. године.

## Биографија
Рођен је 17. марта 1913. у селу Будељ Горњи, код Кључа. Потицао је из многочлане земљорадничке породице Сима и Јоке Шкондрић. Четворогодишњу основну школу завршио је у родном селу, након чега се бавио земљорадњом и физичким пословима. Још као готово дечак, почео је 1926. да ради на Грмечу на премеравању стабала за Шумско индустријско-привредно акционарско друштво (ШИПАД), које је вршило експлоатацију дрвне грађе. Пошто се радило напорно, а дневница била слаба, напустио је посао и 1931. се пријавио на објављени конкурс за пријем у Подофицирску пешадијску школу у Београду, коју је завршио 1933. године. Како га је привлачило ваздухопловство, завршио је у Панчеву и Шибенику шестомесечни курс за навигаторе, након чега је прешао у Југословенско краљевско ратно ваздухопловство. Године 1938. ванредно је унапређен у чин наредника телеграфисте и стрелца. До почетка Другог светског рата, 1941. службовао је у Земуну, Загребу и Мостару. Имао је велику жељу за напредовањем у војној служби, па је до почетка рата, приватно завршио шест разреда гимназије.
За време службовања у Загребу, током 1939. и 1940, ступио је у контакт са радницима и студентима комунистима, који су се налазили на служењу војног рока у Југословенској војсци (ЈВ). Са њима је разговарао о друштвеним и политичким темама и добио прва сазнања о комунизму. Након што је његова команда сазнала да се са војницима упуштао у разговоре о политичким темама, био је позван на саслушање током кога је испитиван шта зна о политичким партијама и комунистима. Идеја борбе за радничка права и комунизам, брзо су га привукли, с обзиром да је још као дечак напорно радио. Приликом одлазака на одсуство у родни крај, свраћао је на Грмеч, где се сусретао са шумским радницима, са којима је причао о њиховом тешком животу, малим надницама и др.
Крајем 1940. добио је прекоманду из Загреба у Мостар. Овде су га почетком пролећа наредне године затекли бурни догађаји везани око приступања Краљевине Југославије Тројном пакту, као и вести о војном пучу који је 27. марта 1941. извршен у Београду и нападу Сила Осовине на Југославију, 6. априла 1941. године. Приликом Априлског рата, налазио се у саставу посаде бомбардера 81. ваздухопловне бомбардерске група за стратегијско бомбардовање, који је неколико пута учествовао у нападу на италијанске јединице, које су из Албаније продирале на територију Зетске бановине. Поред ваздушних напада, његов бомбардер, учествовао је и у неколико ваздушних борби против италијанских авиона. Док се заједно са посадом, налазио на борбеном задатку, усташе из Мостара су 11. априла заузеле аеродром и преузеле команду над јединицама противваздушне одбране. Не знајући да је аеродром преузет од усташа, Петров авион се враћао ка Мостару, где га је дочекала противавионска паљба. Како се пилот није надао да ће бити нападнут са матичног аеродрома, авион је био оштећен, али је пилот успео да га безбедно приземљи. Чланови посаде тада су заробљени од Италијана, а приликом спровођења у заробљенички логор, Петар је успео да побегне из воза и вратио се у родно село у Подгрмечу.

### Прве устаничке акције
Окупацијом Југославије, његов родни крај укључен је у састав Независне Државе Хрватске (НДХ), у којој су убрзо потом усташе отпочеле са масовним злочинима над српским становништвом. Као наредник бивше Југословенске војске, Петар се након повратка у село, скривао подаље од куће и путева. Понекад је одлазио на састанак са шумским и железничким радницима, које је познавао од раније и преко њих добијао одређене вести о дешавањима у кључком, санском, петровачком и граховском срезу. Када је сазнао да су у току припреме за подизање устанка у петровачком и граховачком срезу, окупио је у шуми Округлица групу истомишљеника из села и са њом 26. јула 1941. одржао први састанак. Говорио им је о ситуацији у којој се налазе, као и потреби да се окупе и пруже отпор усташама. Потом је формирао устаничку групу, у којој су били његова браћа Душан, Миле и Мирко, као и комшије Томо Оклобоција, Лазар, Милан и Мирко Грбић. Сутрадан 27. јула 1941, након добијања вести о устанку у Дрвару, његовој групи се прикључило још неколико наоружаних бораца.
У очекивању да ће на вест о избијању устанка, усташе из Кључа послати појачање својим посадама у Босанском Петровцу и Дрвару, одлучио је да им постави заседу на друму. Како је и претпостављао из правца Кључа наишла је мања јединица Хрватског домобранства, која се након изненадног напада устаника повукла у нереду, остављајући за собом неколико пушака и нешто муниције. Сутрадан, заједно са устаницима из села Бравско, група Петра Шкондрића поставила је нову заседу домобранима из Кључа, који су уз подршку артиљерије успели да се пробију. Два дана касније, устаничкој групи су се прикључили његов брат Михаило и Јанко Мрда, који су претходно успели да побегну усташама, које су их са групом похватаних Срба возом пребацивали у Јајце. Петрова група је 29. јула 1941. у селу Мијачица протерала стражаре, који су чували магацине Шипада и друге објекте у радничкој колонији и том приликом запленила неколико вагона брашна и других намирница, као и петролеј, карбит, већу количину шумског алата и један сандук динамита. Петров брат Душан, који је био самоуки ковач преузео је динамит, којим је пунио празне лимене конзерве и на тај начин правио импровизоване ручне бомбе. Наредне ноћи, 30. јула група је учествовала у нападу устаника на Бравско, када је усташка жандармерија била присиљена да се повуче у Сански Мост, а сутрадан 31. јула спалила је железничку станицу у Ланишту и оштетила станичне уређаје и колосек.
Након више узастопних акција, његова група од једанаест бораца, који су били наоружани са свега седам пушака, почетком августа 1941. налазила се на подручју села Мијачица, Бравско и Будељ (Горњи и Доњи). Петар је овде добио вести о борбама које устаничке снаге воде око Оштреља, али није имамо никакву директну везу са њима. Када су јаке усташко-домобранске снаге 6. августа 1941. кренуле у напад на устанике на Међеђем Брду, након што је чуо артиљеријску паљбу, одлучио је да се са својом групом пребаци тамо и помогне нападнутим устаничким снагама. После одбијања непријатељског напада, дошло је до обједињавања Петрове устаничке групе са Јелашиновачко-саничком устаничком групом, којом је командовао Петар Станић. На предлог Станића, Петар је као подофицир изабран за команданта нове групе, која је бројала двадесет бораца, наоружаних са петнаест пушака. Убрзо су се овој групи прикључили многи сељаци без оружја, који су се скривали у оближњој шуми. Три дана касније, 9. августа 1941, знатно јаче усташко-домобранске снаге напале су Међеђе Брдо и Завоље. У овој до тада најтежој борби за устанике, Петар је исказао велику храброст — пребацивао се с положаја на положај, бодрио борце и издавао им наређења и веома прецизно тукао непријатеља из своје пушке. Јаче и боље наоружне непријатељске снаге, готово су успеле да окруже устанике, након чега је Петар наредио повлачење према Бабића Главици. Иако су усташко-домобранске снаге успеле да овладају Совиљом Главицом и висовима изнад Саничке реке, оне нису наступале даље у потрази за устаницима. Домбрани су потом запосели положаје око железничке станице, са циљем обезбеђивања пруге, којом су транспортоване снаге за напад на устанике на Оштрељу.

### Командант устаничког одреда
Након што је добио обавештење да се код Боснаског Петровца и Дрвара воде жестоке борбе, Петар Шкондрић је закључио да се тамо налази нека виша команда, која руководи борбом, па је 10. августа 1941. двојицу бораца упутио према Дрвару, ради успостављања везе са устаничком командом. Два до три дана касније, они су се вратили са писмом Штаба герилских одреда за срез Босанско Грахово, у коме је дат краћи преглед борби вођених код Дрвара и у другим крајевима и дата сугестија о начину вођења борбе. Након прочитаног писма, устаници су одлучили да формирају Јелашиновачки герилски одред, за чијег је команданта изабран Петар Шкондрић. Том приликом именовани су чланови Штаба одреда — Михаило Шкондрић, Миланчић Миљевић и Здравко Прошић, док је Никола Срдић Данић именован за команданта логора, који је организован у шуми. Одред је био подељен у две групе — Јелашиновачку, под командом Уроша Кукоља и Саничку, под командом Ђуре Совиља. Убрзо по формирању, одреду су се прикључиле нове устаничке групе из околних села па је имао око 110 људи, наоружаних са свега 45 пушака, једним пушкомитраљезом и неколико ловачких пушака. Од ненаоружаних бораца формиране су три радне чете, које су пратиле одред у акцијама, где су се појединци успевали да се наоружају. Недуго по формирању, у Јелашиновачки одред стигла је група устаника из села Бравско, коју су предводили Глиша Раца, шумски радник и резервни наредник и Илија Радуловић, радник. У овој групи било је десетак устаника наоружаних пушкама и једним пушкомитраљезом. Тих дана у одред је дошао и Петар Бијелић, правник и резервни поручник, који је укључен у Штаб одреда. Командант Шкондрић организовао је 26. августа 1941. у Јелашиновцима полагање заклетве, коју су положили сви борци.
Након положене заклетве, већи део наоружаних бораца (њих око 30), пребацио се са Међеђег Брда на Бравско, северно од пута Кључ—Босански Петровац, а одредска патрола поставила је заседу на железничкој станици Грмеч, где је сачекала воз и напала његову посада и том приликом убила једног, а ранила два непријатељска војника. Истог дана на Бравско је дошла и група бораца батаљона Слобода из састава Дрварске бригаде. Командант овог батаљона Милан Зорић и Петар Шкондрић тада су одлучили да заједничким снагама поставе заседу усташко-домобранским јединицама, које из села Бравско крену ка Босанском Петровцу. Заседа је организована 27. августа 1941. и у њој је учествовало по 30 бораца из обе јединице, као и око педесет ненаоружаних бораца такозваних „рогуљаша”, који су се налазили у близини села Јањила. Око пет сати послеподне према Босанском Петровцу кренула је колона од 120 домобрана из 10. пешачке пуковније. На челу колоне ишла су три камиона са око 70 домобрана, а за њима три камиона са муницијом, храном и разном опремом, док су остали војници ишли пешице и доста заостајали за њима. Када су камиони дошли пред заседу, герилски митраљесци Глиша Раца и Раде Бркић отворили су ватру, након чега су запуцали и остали борци, а бачено је и неколико бомби. Већина домобрана је одлучила да се спасе бежањем преко поља, након чега су герилци јурнули за њима и неке похватали. Када су герилци извели напад на камионе из колоне, домобрани који су ишли пешице су им потрчали у помоћ, али су пре њиховог доласка герилци успели да запале четири камиона и однесу већи део хране, муниције и војне опреме. Након доласка остатака домобранских снага, као и једног тенка из правца Босанског Петровца, герилци су се повукли. У овом нападу домобрани су имали 12 погинулих и 20 рањених војника, док су из устаничких редова погинула два бораца. Од заплењеног оружја, Јелашиновачки герилски одред добио је два пушкомитраљеза и око 30 пушака којим је наоружан део „рогуљаша” из радних чета. Вест о успешном нападу на домобранске снаге брзо се проширила околином и обрадовала становништво.

### Командант партизанског одреда
Након успостављања везе са Штабом герилског одреда за срез Босанско Грахово и околину, који је у међувремену, половином августа 1941, реорганизован у Штаб Дрварске бригаде, Штаб Јелашиновачког одреда добијао је од њега задатке и слао му извештаје. За разлику од других герилских одреда, који су били под командом Штаба Дрварске бригаде, Јелашиновачки одред није имао политичког секретара па је на ову дужност почетком септембра 1941. упућен Јово Павић, члан Комунистичке партије Југославије (КПЈ), који је ову дужност претходно вршио у герилском одреду на Бравском Ваганцу. У другој половини августа 1941. формирана је Команда герилских одреда среза Босанска Крупа—Сански Мост, којој је био подређен Јелашиновачки одред. На челу ове Команде били су Петар Војновић, командант и Бранко Ћопић, политички комесар. Око 10. септембра 1941. у Мајкић Јапру је дошао Штаб партизанских одреда за Босанску крајину, чији је командант био Данко Митров, а политички комесар Бранко Бабич. Они су након доласка извршили обилазак устаничких одреда, а 20. септембра 1941. организовали својно саветовање, коме су присуствовали сви команданти герилских одреда, као и истакнути борци и организатори устанка. Испред Јелашиновачког одреда присуствовали су Петар Шкондрић и Миланчић Миљевић. На Конференцији је анализирано војничко стање и успеси, као и слабости и потешкоће у односима и постављени задаци за даље борбе, организационо учвршћивање и др. Констатовано је да су неки одреди развили успешну активност и постигли видне резултате, да су нанели знатне губитке непријатељу, запленили оружје и војну опрему. Посебно је истакнуто да је најбоље успехе постигао Јелашиновачки одред, који је након првих устаничких борби продужио да успешно изводи герилске акције и диверзије на прузи Сански Мост—Срнетица и напада непријатеља. Данко Митров је честитао представницима Јелашиновачког одреда и похвалио његовог команданта Шкондрића. Иако је саветовање имало само војни карактер, на њему је донета одлука да се уместо назива устаник и герилац користи назив партизан. С тим у вези извршено је преименовање Јелашиновачког герилског одреда у Јелашиновачки партизански одред.
На Конференцији у Мајкић Јапри, донета је одлука да се изврше напади на усташко-домобранске посаде уз железничку пругу, која је ишла долином Уне. Како партизански одред у Рујишки није имао довољно снага за извршење овог задатка, Петар Шкондрић им је у помоћ упутио вод од двадесет бораца, који је предводио Раде Бркић. Поред учешћа у акцији, овај партизански вод оставио је снажан устисак на народ у Рујишки, који је тада први пут видео већу и добро наоружану устаничку јединицу. Још пре саветовања, Јелашиновачки одред је по Шкондрићевом наређењу уништио домобранску извиђачку групу, која је свакодневно излазила на брдо Турић, изнад Кркојеваца и осматрала устаничке снаге у Дабру. Овај задатак био је поверен групи бораца под командом Уроша Кукоља, који су 19. септембра 1941. домобранима поставили заседу на Турићу. Након добијања вести о уништењу извидничке групе, домобранска команда из Санског Моста је у страху од евентуалног партизанског напада, одмах покренула све своје јединице, које су у колонама кренуле ка устаничким положајима. Прва колона кренула је према Ђедовачи, а друга према према Дабру, палећи успут куће на које су наишле. Када су сутрадан усташко-домобранске снаге кренуле да запале Горњи и Доњи Дабар, највеће село у санском срезу, дочекали су их борци Јелашиновачког одреда, зауставили и одбили, након чега су се морали повући у Сански Мост. Приликом непријатељског упада на слободну територију, запаљено је преко сто кућа и убијено око двадесет људи, али се већина народа по партизанском савету раније повукла у збегове.
Штаб партизанских одреда Босанске крајине донео је крајем септембра 1941. одлуку да се заузме непријатељско упориште Будимлић Јапра, које је било у дубини слободне устаничке територије између села санског, крупског и новског среза. У напад на ово упориште упућени су Јелашиновачки партизански одред, као и партизански одреди из Смољане, Мајкић Јапре, Хашана и Лушци Паланке. Руковођење нападом поверено је Петру Војновићу, команданту Команде партизанских одреда Босанска Крупа—Сана. Према његовој замисли сеоски партизански одреди требали су да окруже непријатељско упориште и нападну га са свих страна, а Јелашиновачком одреду одређен је правац напада од Хадроваца.
Напад је требало да почне у ноћи између 29. и 30. септембра, али је због густе магле и кише, које су отежавале везе између одреда, био одложен за ујутро, када је киша престала, а магла се повукла. Схвативши да су опкољене са свих страна, изузев из правца Марина, део усташко-домобранских снага се делимично повукао у правцу Љубије, а затим добивши појачање из оближњих села, вратио на положаје. Како су партизански јуриши на Будимлић Јапру извођени спорадично и недовољно снажно и ефикасно, Петар Шкондрић је одлучио да своје борце поведе у јуриш. То је преко курира поручио и другим командантима, иако није знао тачну јачину непријатељских снага у месту, које су током борбе, добиле појачање. Приликом пребацивања преко чистине, која је била тучена митраљеском ватром, како би помогао рањеном борцу Мили Гагићу, Шкондрић је тешко рањен у стомак. Борци су га одмах изнели са бојишта и пренели у кућу Марка Марчете у Хадровцима, а потом у Липник, у кућу Бранка Кондића. Вест о његовом рањавању брзо се проширила по положајима, па је убрзо потом дошло до прекида напада и повлачења партизанских одреда. У току напада погинуо је и пушкомитраљезац Раде Адамовић из Јелашиновачког одреда.
Шкондрић је био рањен у стомак, услед чега је много крварио и имао јаке болове. Из амбуланте Штаба герилских одреда Босанска Крупа—Сана из Мајкић Јапре дошао је болничар, који га је прегледао и превио му рану, али како није било лекара који би извршио хируршку интервенцију, није му се могла пружити адекватна медицинска помоћ. Од последица рањавања преминуо је иза поноћи 2. октобра 1941. у Липику. Његово тело је потом натоварено на кола и преко Лушци Паланке пренето у Јелашиновце, где је сутрадан 3. октобра извршена сахрана. Од погинулог партизанског команданта опростили су се Данко Митров, командант Штаба партизанских одреда Босанске крајине и Перо Морача и Душан Јосиповић, политички комесари сеоских партизанских одреда.

## Народни херој
Још у току устанка Петар Шкондрић је као храбар борац и успешан командант постао популаран код устаничких бораца и народа на терену Санице и Подгрмеча, који је у снагама којима је командовао видео заштитника од усташких злочина. Посебно је био омиљен код бораца Јелашиновачког одреда, које је предводио у првим устаничким акцијама, обучавао их у руковању оружјем, учио војничким вештинама и успео да са њима изгради присан и другарски однос. Штаб партизанских одреда Босанске крајине поводом његове смрти издао је проглас у коме се говорило о његовим заслугама и доприносу устанку, као и његовој погибији. Проглас је достављен свим партизанским јединицама, под командом Штаба, са наредбом да се прочита свим борцима. Исти Штаб је 7. октобра 1941. донео одлуку да се Јелашиновачки партизански одред преименује у Партизански одред Петар Шкундрић. Реорганизацијом партизанских јединица са грмечког подручја, крајем октобра 1941. уместо дотадашњих сеоских партизанских одреда формиране су чете и батаљони, па је од Јелашиновачког одреда и других одреда формирана Саничка партизанска чета, која је била у саставу батаљона Слобода Првог крајишког партизанског одреда, који је тада формиран. Услед прилива нових бораца, децембра 1941. извршена је реорганизација Првог крајишког одреда и тада је формиран Санички батаљон који је добио назив Први батаљон Петар Шкундрић. Након прерастања Првог крајишког одреда у Шесту крајишку ударну бригаду, 14. октобра 1942. Први батаљон Петар Шкундрић постао је први батаљон ове бригаде, немењајући свој назив до краја рата.
Указом Председништва АВНОЈ број 284/45, а на предлог маршала Југославије Јосипа Броза Тита, 26. јула 1945. за осведочена херојска дела, умешност у командовању, специјалне подвиге, показану храброст и нарочите заслуге за народ посмртно је одликован Орденом народног хероја. Истим указом одликована је група војно-политичких руководилаца и бораца из Босне и Херцеговине — Петар Мећава, Раде Кондић, Данко Митров, Јово Радовановић, Жарко Вуковић, Махмут Бушатлија и Васо Мискин Црни.
Након ослобођења, посмртни остаци Петра Шкондрића пренети су из Јелашиноваца и заједно са посмртним остацима његовог старијег брата Душана, сахрањени у Саницa, где име је подигнут заједнички споменик, који је откривен на осму годишњицу његове погибије 8. октобра 1949. године. Име Петра Шкондрића, али у облику Шкундрић, данас носе улице — у Новој Пазови, Житишту, Честерегу и у београдској општини Звездара, а пре почетка рата у Босни и Херцеговини носиле су и улице у Саници и Санском Мосту.

## Породица
Породица Петра Шкондрић потиче из Лике, из села Растичево, код Грачаца, где је 1876. рођен Петров отац Симо Шкондрић. Он се 1899. заједно са породицом преселио у Саницу Горњу, а касније је два пута одлазио на рад у Сједињене Америчке Државе. Потом се скућио у селу Будељ Горњи, где се бавио земљорадњом. У браку са супругом Јованком имао је седморо деце — петорицу синова и две ћерке.
Након почетка Првог светског рата, 1914. Симо је мобилисан у Аустроугарску војску. Ратовао је у Галицији и на италијанском фронту, где је рањен у леву руку, услед чега је остао инвалид. Кући се вратио крајем 1918. године. У току рата аустроугарске власти два пута су хапсиле његовог оца Лазара и супругу Јоку. Први пут су их затворили у затвору Црна кућа у Бањалуци, а други пут су их интернирали у логор, код Арада у Банату.
После окупације Југославије и почетка усташких злочина над Србима, Симо је јула 1941. заједно са петорицом синова — Михаилом, Душаном, Петром, Милетом и Мирком ступио у устаничке партизанске јединице у Подгрмечу. Они и синови били су борци Јелашиновачког партизанског одреда, чији је командант био његов син Петар. Док је заједно са партизаном Душаном Каурином, чувао неколико коња, Симу су 17. априла 1942. изненадиле и опколиле усташе. Након што су га заробиле, усташе су га мучиле и потом бациле низ литицу на Варди.
Јануара 1942. усташе су ухапсиле Симину супругу Јоку, заједно са женом и децом њиховог сина Душана и одвеле их у логор. Након што су били ослобођени, вратили су се у село, где су сазнали да су усташе 7. маја 1942. приликом упада у Јелашиновце убиле Душана Шкондрића (1912—1942), ковача који је радио у партизанској радионици. За време Четврте непријатељске офанзиве, почетком 1943, Јока је са члановима породице избегла у Грмеч, где се разболела од тифуса и заједно са снајом Миком погинула од дејства непријатељске авијације.
Петрова браћа Михаило (1907—1980) и Мирко Шкондрић (1924—1960) били су након рата пуковници Југословенске народне амрије (ЈНА) и носиоци Партизанске споменице 1941.